# Oinacu
Oinacu là một xã thuộc hạt Giurgiu, România. Dân số thời điểm năm 2002 là 3953 người.